# Asilus barbarus
Asilus barbarus is een vliegensoort uit de familie van de roofvliegen (Asilidae). De wetenschappelijke naam is gepubliceerd in 1758 door Linnaeus in de tiende editie van Systema naturae.